# Serrezuela
Serrezuela è una città dell'Argentina nella provincia di Córdoba.